# Хартвиг (Залцбург)
Хартвиг (на немски: Hartwig; Hartwig, Graf von Ortenburg); на латински: Hartwicus; † 5 декември 1023, Залцбург) от род Арибони, е граф на Ортенбург и архиепископ на Залцбург (991 – 1023).

## Биография
Той е син на баварския пфалцграф Хартвиг I († 985), граф в Изенгау, Залцбургау и Каринтия. Майка му Вихбурга Баварска († сл. 980) от род Луитполдинги е дъщеря на херцог Еберхард Баварски († 940) и Луитгарда от Лотарингия († сл. 960). Майка му е сестра на Вигфрид, епископ на Вердюн (959 – 983) и втора братовчедка на император Хайнрих II.
Хартвиг става в Залцбург на 23 декември 970 г. субдякон, на 19 септември 973 г. дякон и е ръкоположен за свещеник на 18 септември 985 г. На 8 ноември 991 г. той е помазан за епископ и получава палиума от папа Йоан XV.
По нареждане на императора Хартвиг участва в два църковни събора в Ингелхайм (993, 996) и през май 996 г. при императорската коронизация на Ото III в Рим. От Ото той получава големи права за град Залцбург. Хартвиг построява в Залцбург манастирската църква „Нонберг“ и Хартвиг-катедралата.
На Коледа 1009 г. крал Хайнрих е гост на архиепископа в Залцбург. Той помага за новия строеж на наречената Хайнрихсбазилика. През 1002 г. много уважаваният Свети крал Хайнрих (по-късният император Хайнрих II) предава на архиепископа Лунгау. Хартвиг получава също собствености в долината на Енс, които по желание на владетеля след смъртта на Хартвиг трябва да се запишат като собственост на манастир „Св. Петър“ в Залцбург.